# 4P/Faye
4P/Faye (sau cometa lui Faye) este o cometă periodică descoperită la  25 noiembrie 1843 de astronomul  Hervé Faye la Observatorul din Paris.
Cometa fusese de fapt observată pentru prima oară la 23 noiembrie, însă starea nefavorabilă a vremii a împiedicat confirmarea ei înainte de 25. Atinsese periheliul cu o lună înainte de descoperire, dar trecerea aproape de Pământ i-a permis să fie destul de strălucitoare pentru a fi descoperită. Otto Wilhelm von Struve a raportat că cometa era vizibilă cu ochiul liber la sfârșitul lui noiembrie. A rămas vizibilă prin telescoape mici până la 10 ianuarie 1844 și a devenit de neobservat prin telescoape mari la 10 aprilie 1844.
În 1844,  Thomas James Henderson a estimat că astrul trebuie să aibă o perioadă scurtă. În mai, s-a calculat perioada cometei: 7,43 ani.
Urbain Le Verrier a calculat pozițiile pe care cometa le-ar avea în timpul apariției din 1851, prevăzând periheliul pentru aprilie 1851. Cometa a fost găsită aproape de locul prevăzut la 28 noiembrie 1850 de James Challis.
Cometa a fost ratată la revenirile din 1903 și 1918 din cauza condițiilor de observație nefavorabile. Ultima trecere a cometei 4P/Faye a avut loc la 29 mai 2014. La penultima revenire, din 2006, cometa a atins o magnitudine de 9,5.
Diametrul nucleului cometei este estimat la 3,5 km.
Cometa va reveni la periheliu, pe 8 septembrie 2021.